# Спиридон Габровский
Спиридон Габровский или Спиридон Рыльский — болгарский священнослужитель и просветитель времен «болгарского пробуждения».
В очень юном возрасте он отправился на Афон, где стал монахом и провел много лет в Зографском и Хилендарском монастырях. Между 1747 и 1763 годами, из-за разногласий между монахами Болгарского и Сербского монастырей, он переселился в Ильинский скит Пантократорского монастыря, к основателю этого скита Паисию Величковскому.
В 1763 году Паисий Величковский покинул Афон и отправился в Молдову с 64 монахами, одним из которых был Спиридон Габровский, в то время один из самых прилежных его учеников в духовном сане иеросхимонаха. Вместе со своим учителем Спиридоном он посетил молдавские монастыри Драгомирна и Секуль, а в 1779 году поселился в Нямецком монастыре близ Яссы. Он оставался там до смерти своего учителя и наставника, ставшего настоятелем монастыря вскоре после их прибытия туда. Спиридон Габровский использовал библиотеку монастыря, чтобы пополнить свои знания, и в 1792 году ему удалось завершить свою книгу «История во кратце о болгарском народе славенском». 
В 1794 году, после смерти Паисия Величковского, Спиридон Габровский оставил Нямецкий монастырь и поселился в Рильском монастыре, где и умер в 1824 году.